# A golpes de rock and roll
A golpes de rock and roll es el segundo álbum del grupo español La Fuga. Disco en el que queda muy claro el estilo roquero del conjunto cántabro, y en el que se incluyen algunos de sus temas más conocidos.

## Lista de canciones
1. «Hasta nunca» - 5:12
2. «A golpes» - 3:17
3. «Pedazo de morón» - 3:40
4. «Un rayito de sol» - 3:16
5. «Jugando a no ganar» - 3:23
6. «Abrázame» - 2:52
7. «Idiota» - 4:40
8. «Mal humor» - 4:12
9. «P'aquí, p'allá» - 4:20
10. «Barrio gris» - 4:16
11. «Miguel» - 3:15
12. «Los de siempre» - 3:45

- Datos: Q8183495